# 城崎泉隊オンセンジャー
兵庫県豊岡市城崎温泉を中心に活動するローカルヒーロー,ご当地戦隊。

## 概要
城崎泉隊オンセンジャー（きのさきせんたいおんせんじゃー）とは、城崎温泉(兵庫県豊岡市)のローカルヒーローである。
企画・運営等は、旅館経営者などを中心とした地元の若手有志で組織された実行委員会で行われていて、夜に練習を行う。特産品や方言を引用したキャラクターのネーミングやその時に旬のネタを取り入れたり城崎温泉の歴史や特長を取り入れたストーリー構成でショーを展開する。ターゲットは地域の家族と観光客の誘致の両輪を目指している。ヒーロー戦隊に欠かせない「名乗りポーズ」では温泉マークを表現したり、戦士のコスチュームには浴衣や、城崎の伝統工芸である麦藁細工の模様なども施されている。

## ストーリー
- 奈良時代に難病に苦しむ人々のために千日祈願をして、城崎温泉の元を湧出させたという伝説の道智上人をオンセンジャーの師と設定し、城崎の「お湯」を手に入れて世界征服を企む悪の組織ヘダラークに立ち向かうため、城崎温泉の特徴である外湯、浴衣、麦藁細工の化身として誕生した3戦士が、温泉寺で修行し、時を越えて見守る道智上人に諭されたり、武器を授けられたりしながら成長し、失いかけた「癒し」の心を取り戻し、悪の組織ヘダラークと闘う。ピンチの際は子供達からパワーをもらって、城崎温泉の安全と平和を守る。

## キャラクター

### 城崎泉隊オンセンジャー
- ソトユレッド

七つの外湯から誕生した赤の戦士で、胸には湯気のデザインのマークがある。
オンセンジャーのリーダーで、負けず嫌いで情熱家とされる。
名乗りポーズでの決め台詞は「温泉満喫！ソトユレッド！」で、ソトユダブルパンチを必殺技に持つ。
- ユカタブルー

浴衣より誕生した青の戦士で、胸には浴衣をモチーフとしたマークがある。
オンセンジャーのデータベースで、語り口はキザでナルシストとされる。
名乗りポーズでの決め台詞は「風情たっぷり　ユカタブルー！」で、ユカタキックを必殺技に持つ。
- ムギワライエロー

麦わら細工より誕生した黄色の戦士で、胸には麦わら細工によく用いられる菱模様のマークがある。
職人気質で頑固者の武闘派とされるが、茶目っ気のある台詞が多い。
名乗りポーズでの決め台詞　「伝統工芸　ムギワライエロー！」ムギワラリアットを必殺技に持つ。

### 悪の組織ヘダラーク
- ヘダラーク

城崎の「お湯」を手に入れ、世界征服を企む悪の組織ヘダラークの最高指揮者。
姿は現さず、通信機でキガワール達に命令する。
ネーミングの由来　「だらしない」という意味の方言「へだらく」から。
- キガワール将軍

悪の組織ヘダラークの最高幹部。
綺麗な景色や美味しい食べ物が大嫌い。人をイライラさせる天才。
ネーミングの由来　「面白くない」という意味の方言「気が悪い(わりい)」から。
- 風呂桶怪人スカーン

風呂桶が日頃大切に扱われないことから悪のエネルギーが生まれ、そこから誕生した。
キガワール将軍から一番の信頼を得ている最強極悪怪人。
ネーミングの由来　「嫌だ」という意味の方言「スカン」から。
- 悪戯怪人コウジャゲーロ

日頃は城崎温泉にある大谿川を泳いでいるとされている。
見た目は可愛く、いたずらが好きな怪人。
ネーミングの由来　「なまいき」などの意味の方言「こうじゃげ」から。
- チョッカイ　1号・2号・3号

キガワール将軍の手下の怪人。
お調子者でおっちょこちょい。
ネーミングの由来　子ども達にちょっかいを出すところから

### その他
- 道智上人

城崎温泉の開祖でオンセンジャーの師匠
オンセンジャーを見守り、天からの声を届けたり、時には姿を現してオンセンジャーを成長させる。

## 3戦士による必殺技・武器
- キノサキトリプルアタック　3戦士が1(ワン) 、2(ツー)、3(スリー)と次々に繰り出す攻撃
- オンセンスプラッシュ　湯杓ソードの杓の部分を用いた攻撃
- 湯杓ソード　師匠である道智上人から授けられた剣

## 活動履歴
- 2008.4/23 城崎温泉まつりでデビュー
- 2009.3月に長野県下條村で行われるローカルヒーローの祭典に参加
- NHK天才てれびくんMAXを始めTV・雑誌・ラジオ・書籍・町のパンフ等メディア露出が増える
- 但馬まるごと感動市へ参加
- 姫路いちばまつりへ参加
- 神戸市長田の鉄人28号広場でショーを行う
- 2010　11･29全日本プロレス豊岡大会にゲストとしてリングに上がり暴れる

## 主題歌・挿入歌
ローカルヒーローであるにもかかわらず、使用楽曲も多彩で、通信カラオケにも配信されている。
- 城崎泉隊オンセンジャー 作詞･作曲･歌　東山城
- オンセンスプラッシュ 作詞･作曲･歌　東山城
- 湯杓ソード 作詞･作曲･歌　東山城
- 闘いの向こうに～キガワール将軍のテーマ～ 作詞･作曲･歌　東山城
- My Hero 作詞･作曲　東山城／歌　さきいずみ
- 俺達オンセンジャー 作詞　湯島守／作曲　東山城／歌　オンセンジャーと仲間達
- 戦士のバラード～この町に生まれて～ 作詞　田岡タケシ／作曲　東山城／歌　オンセンジャーと仲間達with東山城＆田岡タケシ
- オンセンファイト 作詞･作曲･歌　東山城

## 紹介されたTV番組
- 読売テレビ「ズームイン!朝」
- 読売テレビ「音の素」
- 読売テレビ「ニッポン!おもてなし旅」
- フジテレビ「めざましテレビ」
- ABCテレビ「ニュースゆう+」
- ABCテレビ「おはよう朝日です」
- ABCテレビ「ノンスタ石田のガクショク!」
- TBSテレビ「はなまるマーケット」
- NHK教育「天才てれびくんMAX」
- NHK「あほやねん!すきやねん!」
- NHK「小さな旅「少女の夢　湯にきらめく～兵庫県　城崎温泉～」」
- 関西テレビ「冒険チュートリアル」
- テレビ朝日「トリハダ（秘）スクープ映像100科ジテン」
- 三重テレビ「欽ちゃんのニッポン元気化計画」